# Sindi
Sindi város Észtország Päärmu megyéjében. A 2006-os népszámlálás adatai alapján lakossága 4049 fő. A megyeszékhelytől, Pärnu városától tizennégy kilométerre északkeletre fekszik.

## Történelme
A város területén geológusok egy mezolitikum kori település nyomait fedezték fel. Az időszámításunk előtt 8500 környékén létrejött falu neve Pulli volt. Ez Észtország legrégebbi települése, mely valószínűleg csak rövid ideig létezett, mivel a terület víz alá került. A mocsaras vidék egészen a 16. századig lakatlan volt.
A mai város neve Clauss Zindt-től ered, aki Päärmu vezetője volt 1565-ben és Zindtenhof néven majorságot hozott itt létre. Településsé 1833-ban kezdett szerveződni, köszönhetően a majorságban létrehozott textilipari manufaktúrának. Mint falu hivatalosan csak 1921-ben ismerték el, városi rangot 1938-ban kapott.
Sindi fejlődésének szempontjából kiemelkedő jelentőséggel bírt az 1928-ban megépített vasútállomás, mely egészen 1970-ig működött.

## Népessége
| Lakosok száma | 4076 | 4089 | 4003 | 3891 | 3899 | 3806 | 3790 | 3750 | 3837 | 3836 |
|               | 2011 | 2014 | 2015 | 2016 | 2017 | 2019 | 2020 | 2021 | 2023 | 2024 |

## Földrajza
Sindi a Pärmu-folyó bal partján fekszik, a folyó és a Lanksaare-mocsárvidék között.

## Képgaléria

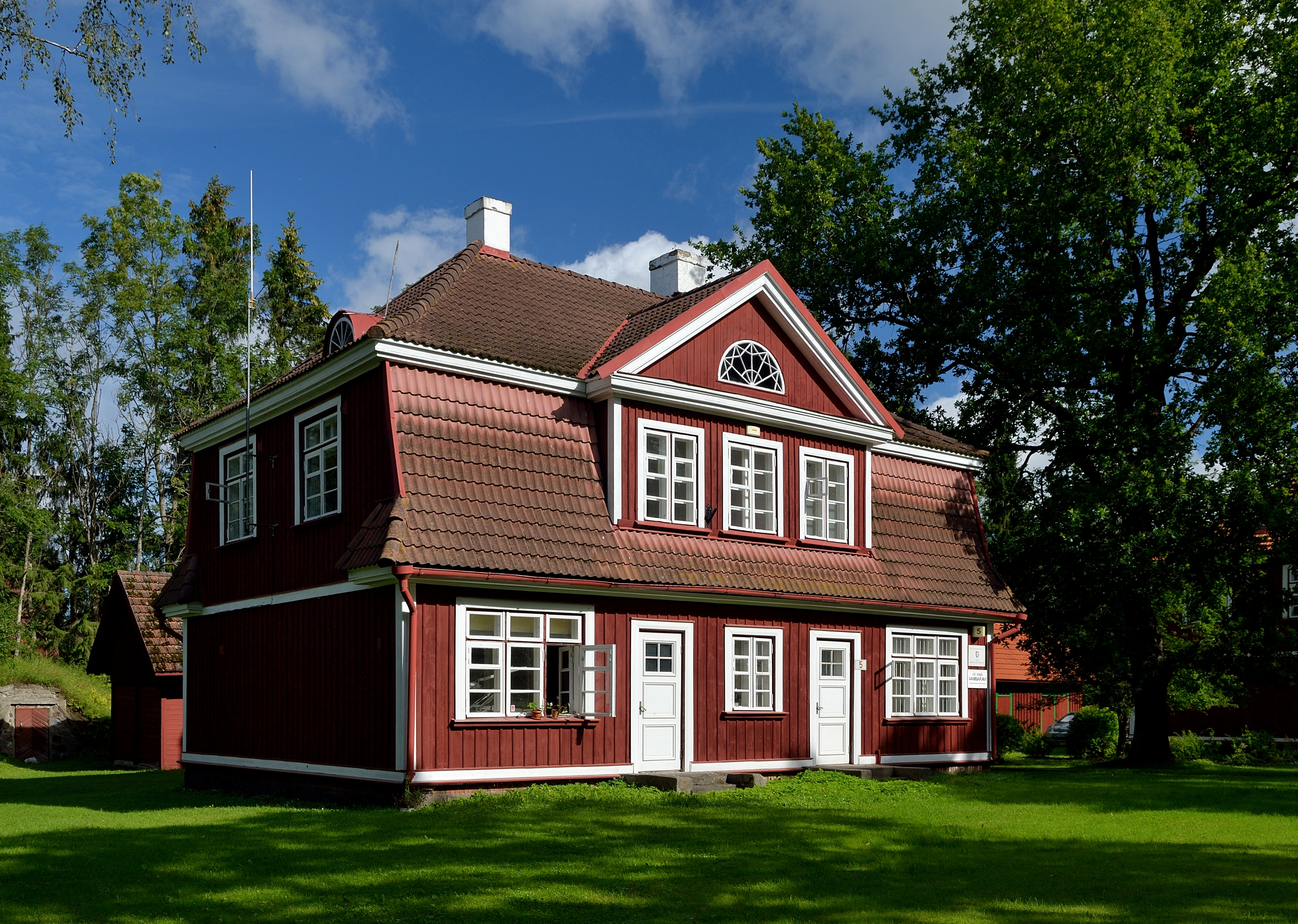
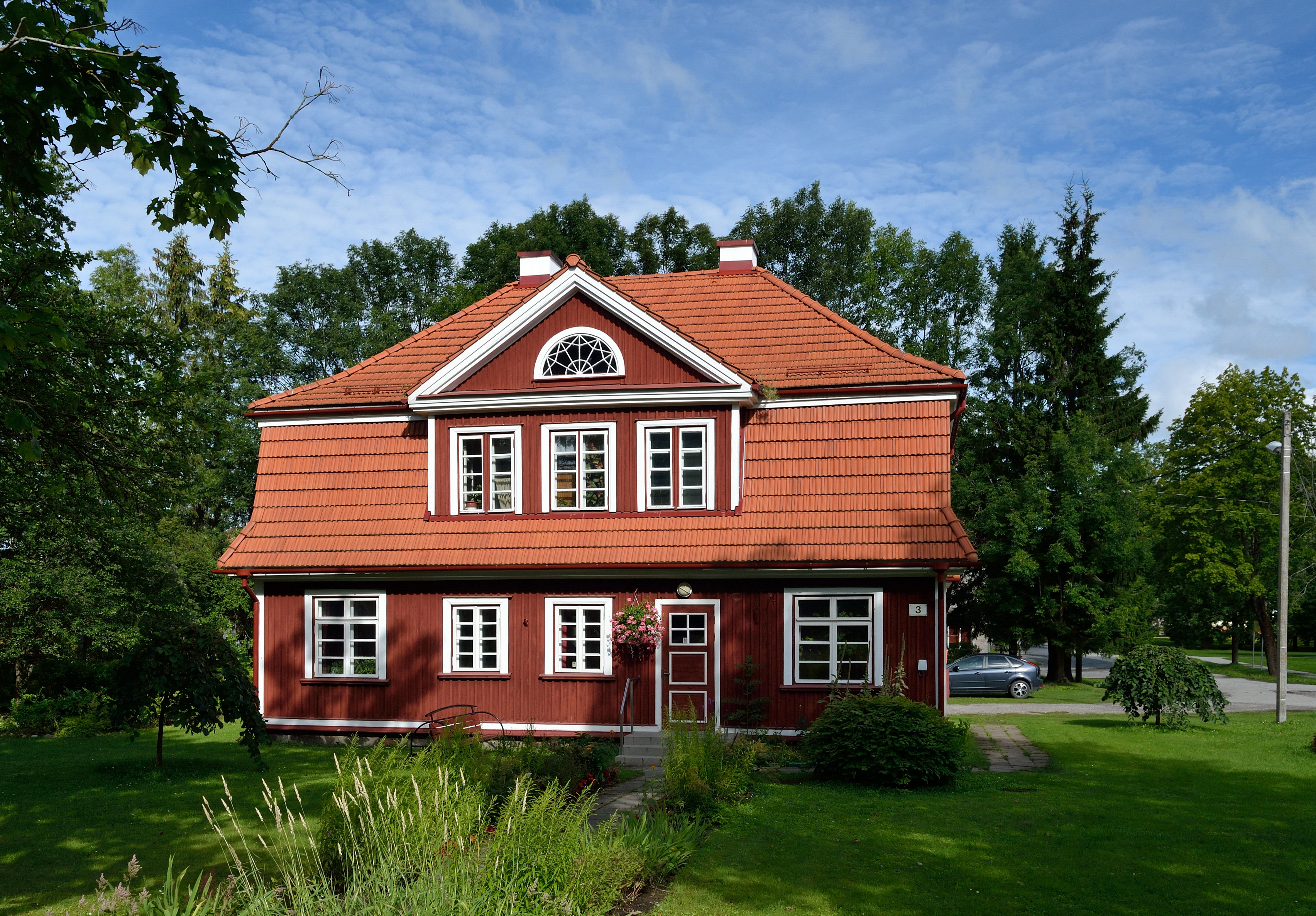
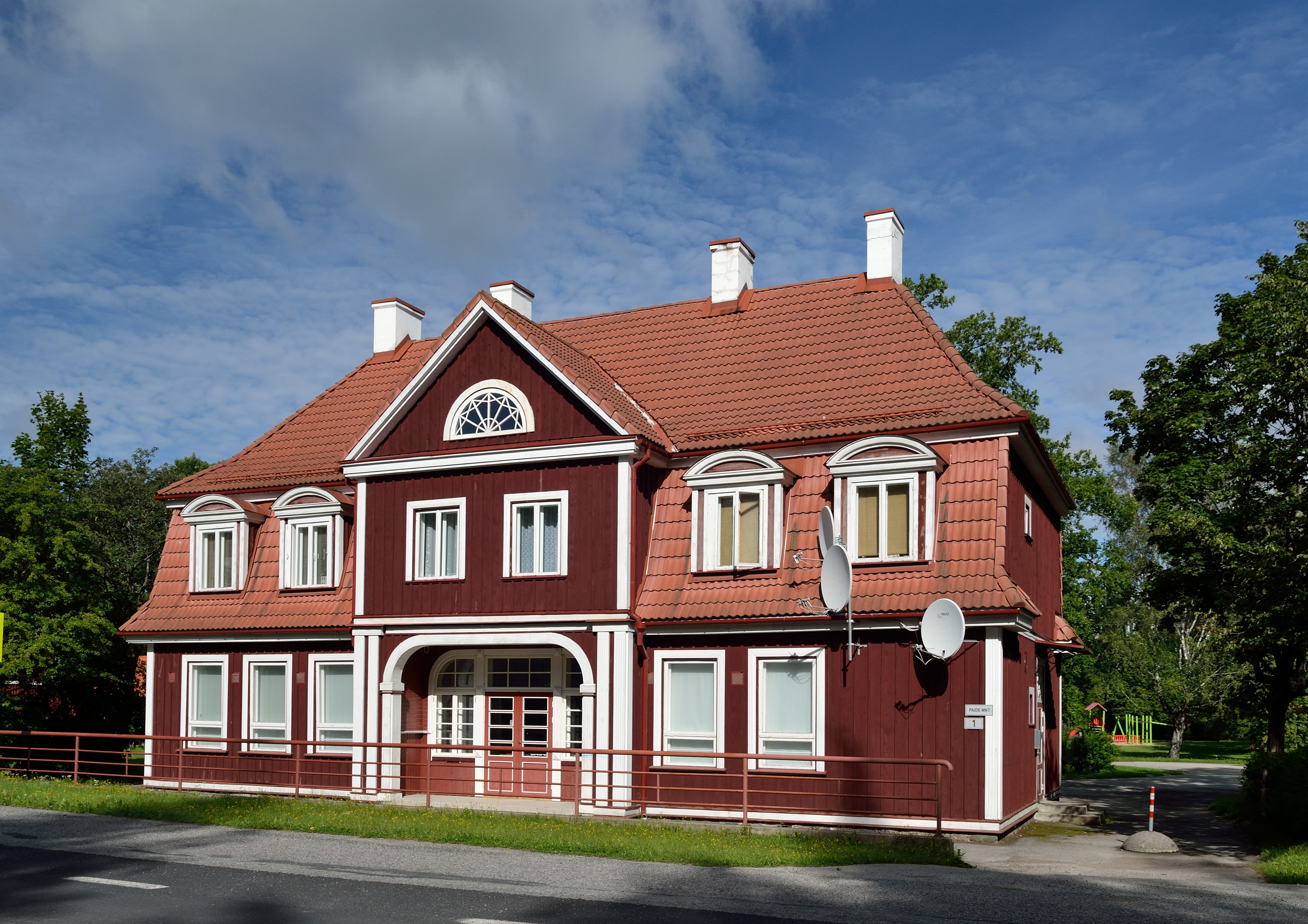

## Fordítás
- Ez a szócikk részben vagy egészben  a   Sindi, Estonia című angol Wikipédia-szócikk ezen változatának fordításán alapul.  Az eredeti cikk szerkesztőit annak laptörténete sorolja fel. Ez a jelzés csupán a megfogalmazás eredetét és a szerzői jogokat jelzi, nem szolgál a cikkben szereplő információk forrásmegjelöléseként.